# Atlantea
Genre
Le genre Atlantea regroupe des lépidoptère (papillons) de la famille des Nymphalidae et de la sous-famille des Nymphalinae présents en Amérique dans des iles du Golfe du Mexique.

## Espèces
- Atlantea cryptadia Sommer & Schwartz, 1980; présent à Haïti
- Atlantea pantoni (Kaye, 1906); présent à la Jamaïque
- Atlantea perezi (Herrich-Schäffer, 1862); présent à Cuba.
- Atlantea tulita (Dewitz, 1877); présent à Porto Rico